# Prenois
Prenois – miejscowość i gmina we Francji, w regionie Burgundia-Franche-Comté, w departamencie Côte-d’Or.
Według danych na rok 1990 gminę zamieszkiwało 299 osób, a gęstość zaludnienia wynosiła 16 osób/km² (wśród 2044 gmin Burgundii Prenois plasuje się na 615. miejscu pod względem liczby ludności, natomiast pod względem powierzchni na miejscu 494.).